# Vire-Normandie
Vire-Normandie é uma comuna francesa na região administrativa da Normandia, no departamento de Calvados. Estende-se por uma área de 138,52 km². Em 2010 a comuna tinha 17 774 habitantes (densidade: 128,3 hab./km²).
A municipalidade foi estabelecida em 1 de janeiro de 2016 e consiste na fusão das antigas comunas de Vire, Coulonces, Maisoncelles-la-Jourdan, Roullours, Saint-Germain-de-Tallevende-la-Lande-Vaumont, Truttemer-le-Grand, Truttemer-le-Petit e Vaudry. A comuna tem sua prefeitura em Vire.